# Região administrativa especial

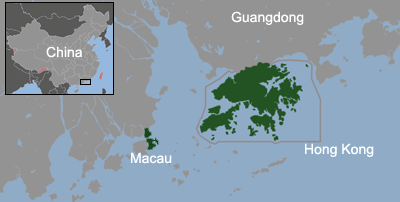
Regiões administrativas especiais da China (Macau e Hong Kong).

Região Administrativa Especial (RAE) é uma divisão administrativa de nível provincial da República Popular da China. Cada RAE tem um chefe de governo executivo como chefe da região e um chefe de governo. A República Popular da China possui duas Regiões Administrativas Especiais, Hong Kong e Macau.
Estas regiões não devem ser confundidas com as Zonas Econômicas Especiais (ZEE), que são regiões totalmente administradas pelo governo central chinês. O artigo 31 da Constituição da República Popular da China autorizou a Assembleia Popular Nacional a criar as Regiões Administrativas Especiais.

## Características
O Artigo 31 da Constituição da República Popular da China autoriza a Assembleia Popular Nacional a criar Regiões Administrativas Especiais e a criar uma Lei Básica que fornece a estas regiões um alto nível de autonomia, um sistema político separado e uma economia capitalista sob o princípio de "um país, dois sistemas" proposto por Deng Xiaoping.
| Nome      | Chinês (T) | Chinês (S) | Pinyin    | Mapa postal | Abb.    | População | Área km2 | ISO   | Divisão admin. |
| --------- | ---------- | ---------- | --------- | ----------- | ------- | --------- | -------- | ----- | -------------- |
| Hong Kong | 香 港      | 香 港      | Xiānggǎng | Hongkong    | 港 Gǎng | 7.008.900 | 1.104    | CN-91 | Lista          |
| Macau     | 澳 門      | 澳 门      | Àomén     | Macau       | 澳 Ào   | 546.200   | 30       | CN-92 | Lista          |

### Alto nível de autonomia

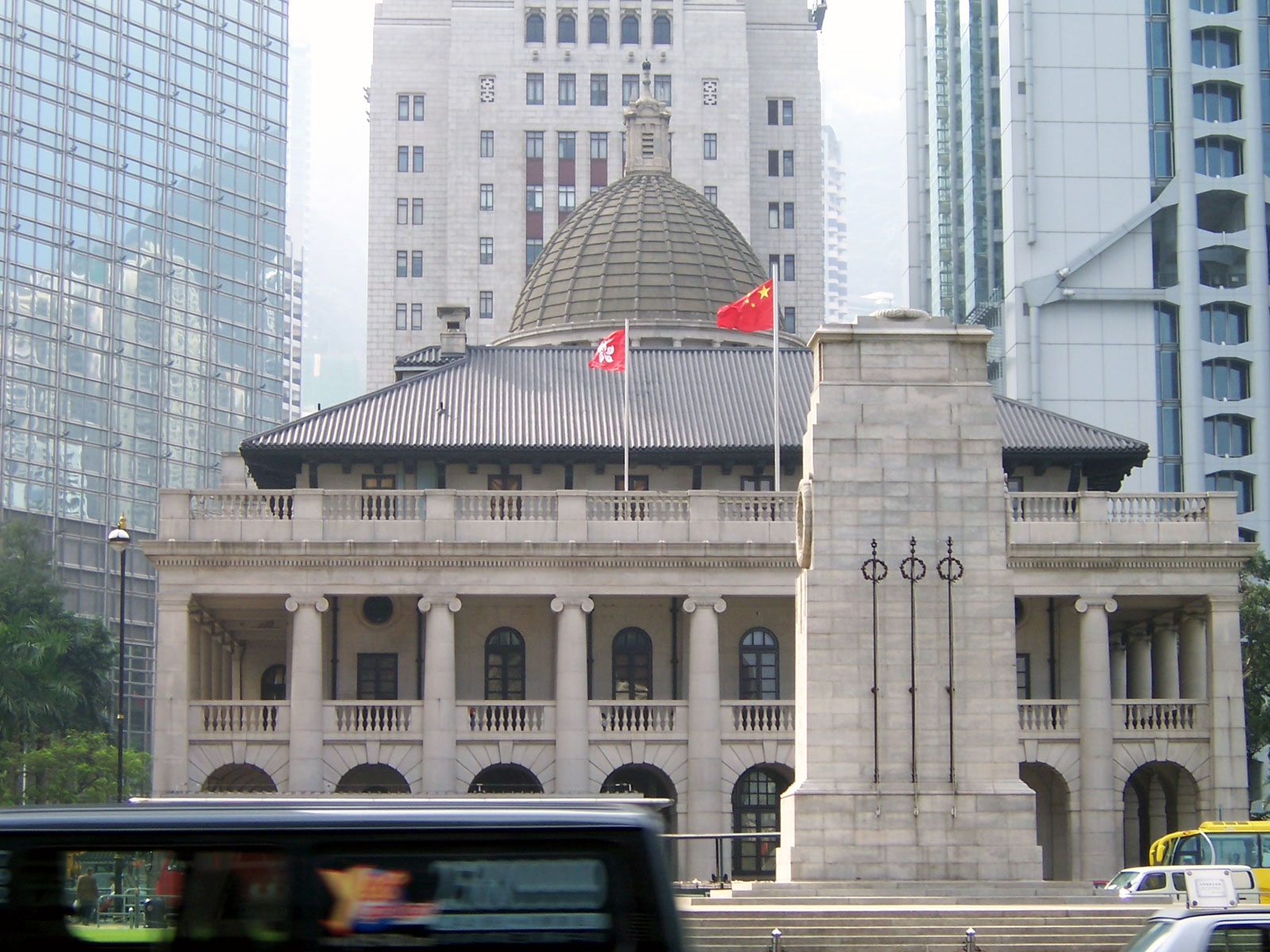
Prédio do Conselho Legislativo de Hong Kong, uma das RAE da Rep. Popular da China

Atualmente, as duas RAEs de Hong Kong e Macau são responsáveis por todas as questões locais, exceto por atos de Estado como política externa e defesa nacional; ou seja, possuem seu próprio Poder Judiciário e tribunal de última instância, políticas de imigração, moedas e processos de extradição. Os sistemas legais preexistentes, a lei comum em Hong Kong e a lei portuguesa em Macau, foram preservados.
Com algumas exceções, as leis nacionais que aplicam-se na RPC não se aplicam a uma RAE. As exceções envolvem questões diplomáticas, defesa nacional ou algo além do alcance da autonomia de uma RAE.

### Imigração e nacionalidade
Cada uma das RAEs emite passaportes próprios, apenas para residentes permanentes que também são nacionais da RPC, ou seja, nacionais da RPC que satisfazem uma das condições abaixo:
- nascido na RAE;
- nascido em qualquer lugar mas um dos pais é residente permanente da RAE;
- residiu por sete ou mais anos continuamente na RAE.

Além de oferecer ao dono proteção consular da República Popular da China, esses passaportes também especificam que o dono tem o direito de desembarcar na RAE que emitiu o passaporte.